# 雷蒙德 (华盛顿州)
雷蒙德（英語：Raymond），是美国华盛顿州太平洋县下属的城市。根据 2000年美国人口普查，该市有人口2,975人。根据2010年美国人口普查，该市有人口2,882人。而2011年估计该市有2,883人。這個城市的主要産業是伐木，漁業及歌唱影視業，另有少量旅遊業。

## 歷史
雷蒙德市成立於1907年8月6日並起名於該市的郵政局長——L.V.Raymond。早年的商業街建於潮灘及泥坑大約五至六呎之上，以高架人行道和街道連接所有樓宇。在1913年雷蒙德人口有6000人。雷蒙德市曾經有著一個「野生和毛茸茸的伐木場鎮」的美譽，但建城人拒絕這個別號；相反宣傳該市為「韋娜柏港的帝都」和「雷蒙德有料到」。曾經和Mel Tormé寫下“The Christmas Song”填詞人羅白·威爾士（Robert Wells）在雷蒙德市出生於1922年。而超脫樂團（Nirvana）在1987年7月3日的雷蒙德酒吧第一次演出。

## 地理
雷蒙德市位於 46°40′47″N 123°44′17″W / 46.67972°N 123.73806°W (46.679599, -123.738091).
根據美國人口普查局，城市總面績約為4.62平方英里（11.97平方），其中4.06平方英里（10.52平方）是陸地及0.56平方英里（1.45平方）是水體。